# Montes Carpatus

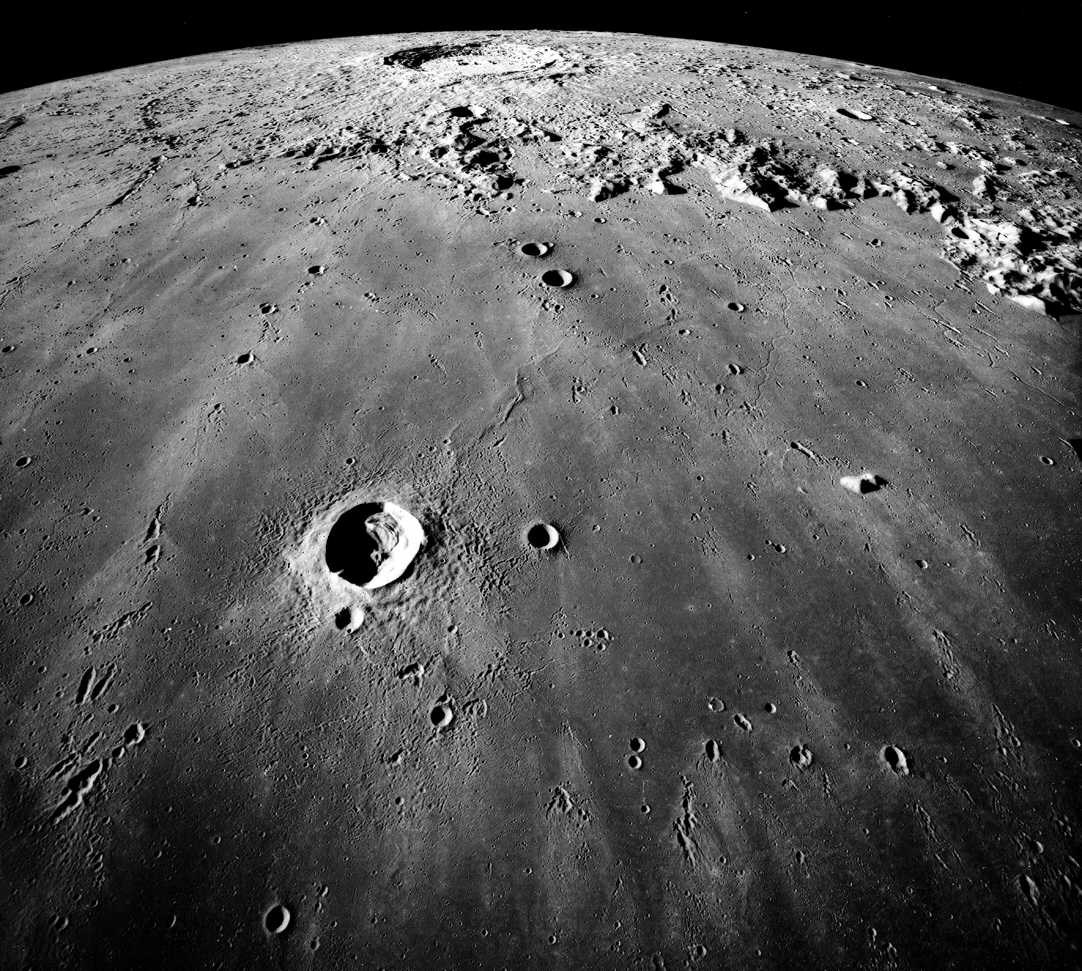
Na imagem da Apollo 17, os Montes Carpatus aparecem na parte de cima da foto, entre a cratera Copernicus, quase na linha do horizonte e o Mare Imbrium, abaixo.

Os Montes Carpatus são uma cordilheira que forma o limite meridional do Mare Imbrium na Lua. As coordenadas selenográficas da cordilheira são 14.5° N, 24.4° W. A formação, que apresenta um diâmetro total de 361 km, recebeu o nome dos Cárpatos na Europa Central.
A cordilheira estende-se de oeste para leste. O limite ocidental começa na vizinhança da cratera T. Mayer, embora algumas crestas curvem para o note em direção à cratera Euler. No extremo oriental há uma brecha larga onde o Mare Imbrium, no norte, encontra o Mare Insularum, ao sul. Os Montes Apenninus estão a leste desta brecha.
A maior parte da cordilheira consiste em uma série de picos e elevações, separados por vales que foram invadidos por correntes de lava. Nenhum dos picos recebeu um nome individual, a não ser que se conte o Mons Vinogradov a oeste da cratera Euler. A superfície ao norte da cordilheira é quase toda um mare lunar plano, interrompida apenas por pequenas crateras de impacto ou ondulações.
A região ao sul da cordilheira é mais acidentada, embora coberta de correntes de lava. Aproximadamente 100 km ao sul das montanhas, encontra-se a famosa cratera Copernicus, cuja borda exterior estende-se quase até a base da cordilheira Carpatus. A cratera Gay-Lussac, de menores proporções, localiza-se na parte meridional da cordilheira.